# Nactus notios
Nactus notios — вид геконоподібних ящірок родини геконових (Gekkonidae). Ендемік Папуа Нової Гвінеї. Описаний у 2020 році.

## Поширення і екологія
Nactus notios відомі лише з типової місцевості на плантації олійних пальм поблизу Алотау в провінції Мілн-Бей на південному сході Нової Гвінеї.